# 光触寺 (明石市)
光触寺（こうそくじ）は兵庫県明石市に所在する真宗興正派の寺院。山号を解脱山と号する。本尊は阿弥陀如来。
治承年間（1177年 – 1180年）、光触寺寿信（佐々木義清）の開基で創建した。第7代住持了善により中興。一説で、播磨六坊に列する。京都市興正寺の末寺。

## 歴史

### 創建（承久年間–）
伝承に、出雲源氏の祖である佐々木義清（法名: 光触寺寿信）の創建とある。義清は平家に加勢した治承・寿永の乱の戦後に延暦寺で出家して寿信の法名を名乗り、親鸞の直弟子になって浄土真宗に改宗し光触寺を号した。諸国行脚の途中、当地を訪れて創建したのが寺院の興りという。
以降、当寺の住職は佐々木氏の子孫が歴任した。中興と教化に従事した七代目了善は大谷本願寺八世蓮如に師事している。文明3年（1471年）に北陸地方の教化に際した蓮如に付き従ったが、老齢を考慮され、親鸞作の木像と、文明五年刊の「正信偈和讃」（正信念仏偈）木版書三冊を授かって光触寺に帰った。この寺伝の本は「蓮如お手垢の正信偈和讃」と通称されている。

### 三木合戦以降（天正年間–）
天正年間にあった三木合戦において寺域が羽柴秀吉勢の本陣になったと伝わり、境内には秀吉の座った「太閤駒留の松」と呼ばれる切り株を収めた堂が存するが、本説には確証がない。茨木一成は、秀吉の経路が光触寺の面する太山寺道でなく山陽道だったことや、秀吉に請われて援軍として出陣した織田信忠勢が大窪に駐屯したと信長公記巻十一にあることから、実際には信忠の本陣地で、後年混同されたのではないかとしている。ただ記録には、秀吉が合戦での協力に報い、寺域を永代仏飯料として寄進したことが伝えられている。
天正13年（1585年）4月13日には山田道清、八条正次ら、生駒親正家臣と思しき4人の連名で鐘が寄進されたと、文書「山田道清等連署撞鐘寄進状」にある。同書には、当寺が「大くほ道場〔ママ〕」と呼称されていたことも窺える。
播磨地域における浄土真宗の教化を担った主要6ヶ寺を指す「播磨六坊」に列せられたとする文書も残っている。六坊を構成する寺院は史料によって差異があるが、「英賀御坊来由」に光触寺を含む記述がみられる。本願寺の上人の宿舎として用いられたことから、乗用の駕籠が伝わっている。
2018年2月の明石ケーブルテレビの取材では、2017年（平成29年）に行われた本堂の葺き替えにより安政4年（1857年）の刻印が発見されており、これが現寺域への移転年と推定されている事を取材当時の住職が主張している。

## 伽藍
江戸期の地誌「播磨鑑」によれば寺域には山門である薬医門のほかに、本堂・庫裡・太鼓堂・客殿・鐘楼・茶所・同宿部屋が並んでいたとされる。現在はその内、薬医門・本堂・太鼓堂・鐘楼が残る。薬医門は、関ヶ原の戦いでの戦功により慶長5年（1600年）初代姫路藩主に任じられた池田輝政による寄進である。門の蟇股は左甚五郎が手がけたとする言い伝えがある。
門前に「左巻地蔵尊」と通称される地蔵菩薩の堂がある。かつて近隣のため池に大蛇が現れて村人を襲おうとした際、この地蔵が現れて身代わりに巻き付かれ、池に引き入れられたという伝説が伝わっている。その後引き上げられ、近隣の山上に祀られていた。団地造成に伴って現在地に移設されたとする。

## 関連史跡
大窪八幡宮（同字1478番地）
1868年（明治元年）の神仏分離でその任を解かれるまで、光触寺が別当寺を担っていた。
また光触寺の寺域は古くは八幡宮の南側に位置していた。
浄行寺（同市材木町9丁目19番地）
光触寺を本山とする末寺である。

## 所在地情報
所在地
- 兵庫県明石市大久保町大窪1213番地

交通
- JR神戸線大久保駅より神姫バス、山手台/西神中央駅行バスに乗車、停留所「大窪宮前」より徒歩約4分